# Naissance en 1292
Naissance
- 1288
- 1289
- 1290
- 1291
- 1292
- 1293
- 1294
- 1295
- 1296

Cette page dresse une liste de personnalités nées au cours de l'année 1292 :
- 20 janvier : Élisabeth de Bohême, reine consort de Bohême.
- 4 février : Ibn Qayyim al-Jawziyya, juriste et mufti musulman sunnite de juriprudence hanbalite originaire de Damas.
- 24 juin : Othon de Brunswick-Göttingen, duc de Brunswick-Lunebourg et prince de Göttingen et de Wolfenbüttel.

- Jean VI, empereur byzantin usurpateur.
- Irène Choumnaina Paléologine, religieuse sous le nom d'Eulogie, fondatrice de monastère, abbesse et théologienne.
- Jean II de Châlon-Auxerre, comte de Tonnerre.
- Euphrosyne de Mazovie, duchesse d’Oświęcim.
- Isabelle de Valois, comte de Valois.
- Richard de Wallingford, mathématicien anglais qui a fait d'importantes contributions à l'astronomie, l'astrologie et l'horlogerie tout en servant comme abbé à l'abbaye de Saint-Alban (future cathédrale Saint-Alban) dans le Hertfordshire.
- Kikuchi Taketoki, samouraï, le 12e chef du clan Kikuchi.
- Chu Văn An, mandarin vietnamien de haut rang qui fut enseignant et recteur de l'académie des Fils de la Nation. C'est aussi un poète célèbre du Việt Nam sous la dynastie Trần.

date incertaine (vers 1292)
- Elisenda de Montcada, reine consort de la Couronne d'Aragon.
- Henri IV le Fidèle, duc de Żagań.

## Crédit d'auteurs
- Cet article est partiellement ou en totalité issu de l'article intitulé « 1292 » (voir la liste des auteurs).